# Météoroïde S2
Pour les articles homonymes, voir S2.

Le météoroïde S2, ou simplement S2, est un météoroïde géant qui a percuté la Terre il y a environ 3,26 milliards d'années. Cet événement pourrait avoir favorisé le développement de la vie sur Terre.

## Histoire
S2 est le nom d'une strate riche en sphérules (pl) dévitrifiés, découverte en 1996 au sein de la formation du Figuier (en), dans la ceinture de roches vertes de Barberton (en) (province du Mpumalanga, Afrique du Sud). Cette formation comporte huit strates riches en sphérules (S1-S8), dont la découverte s'échelonne entre 1986 et 2014 et les âges géologiques entre 3 470 ± 3 Ma (millions d'années) et environ 3 225 Ma. Chacune de ces couches témoigne des effets d'un violent impact cosmique, mais l'impact S2, daté d'environ 3 260 Ma, est le plus violent des huit.

## Études scientifiques
Des analyses de roches de la ceinture de roches vertes, une des plus anciennes structures géologiques de la Terre, mettent évidence en 2024 la présence de retombées provenant de l'impact de la météorite S2, il y a 3,26 milliards d'années. Sa taille est estimée entre 37 et 58 km, et sa masse de 200 fois celle de la météorite qui anéantit les dinosaures. La vitesse d'impact est estimée à 20 km/s. Le tsunami qui en résulte a dû provoquer des aérosols chargés en fer provenant des sédiments marins, dont la combinaison avec le phosphore amené dans le sillage du bolide, pourrait être à l'origine de l'apparition de micro-organismes métabolisant l'oxygène,. Ce processus aurait eu comme étape intermédiaire le développement de micro-organismes métabolisant le fer.